# Stary Kraśnik
Stary Kraśnik, Kraśnik Lubelski – duża dzielnica położona w południowej części miasta Kraśnika. Zlokalizowane są tu wszystkie zabytki i pierwotnie miasto powstało tu. Do 1975 roku Kraśnik Lubelski był oddzielnym miastem od pobliskiego Kraśnika Fabrycznego. 1 października  1975 miasta wraz ze wsiami Piaski i Budzyń połączono w jedną jednostkę administracyjną – miasto Kraśnik. 
Na dzielnicę składają się następujące osiedla:
- Ośrodek-Miasto, zwane też Starym Miastem – ścisłe centrum z zabytkami i Placem Wolności położone na wzniesieniach, zlokalizowane w południowo-zachodniej części Kraśnika Lubelskiego,
- Koszary – osiedle bloków mieszkalnych zlokalizowane na północy dzielnicy, wybudowane w latach 50. XX wieku,
- Piaski – osiedle bloków mieszkalnych zlokalizowane pomiędzy Kraśnikiem Starym a Fabrycznym. Dojazd: ulicą Urzędowską na ul. św. Faustyny i na lewo,
- Góry – osiedle domków jednorodzinnych położone na południu dzielnicy na pagórkowatym terenie, tuż za Ośrodkiem-Miasto, jest jednocześnie najbardziej wysuniętym na południe osiedlem całego miasta Kraśnika,
- Zarzecze Pierwsze i Zarzecze Drugie – osiedla położone w środkowej części dzielnicy,
- Stacja Kolejowa lub Osiedle Kolejowe – osiedle położone na terenach przy Dworcu PKP, leży w północno-wschodniej części Kraśnika Starego, jest jednocześnie najbardziej wysuniętym na wschód osiedlem całego miasta Kraśnika.

Miasto Kraśnik jest stolicą polskiej cegły, najważniejsze cegielnie znajdują się na zachód od ścisłego centrum. W Kraśniku Starym jest wiele przedsiębiorstw handlowo-usługowych. W tej części miasta jest budynek Urzędu Miasta oraz Komendy Powiatowej Policji. W Ośrodku-Miasto jest rynek pod nazwą „Plac Wolności” z kamienicami, a przy ulicy Bożniczej istnieje synagoga. Przy ul. Strażackiej i Oboźnej odbywają się w określone dni targi. Na północnym wschodzie dzielnicy na osiedlu Stacja Kolejowa jest Dworzec PKP na linii kolejowej D29-68 (Lublin – Przeworsk). Ze stacji do Fabryki Łożysk tocznych biegnie już nieczynna linia kolejowa. W dzielnicy jest również ważny węzeł drogowy dróg nr 19, 74 oraz 833. Do niedawna trasa 74 przebiegała przez ścisłe centrum, ale w 2010 roku oddano do użytku obwodnicę, która omija tę część miasta. Przez dzielnicę przepływa rzeka Wyżnica. Nieopodal rzeki położony jest Park Jordanowski, miejsce wypoczynku dla mieszkańców. W dzielnicy znajduje się też Dworzec Autobusowy, głównymi ulicami kursują autobusy MPK Kraśnik i przewoźników prywatnych.

## Wspólnoty wyznaniowe
W dzielnicy położone są cztery kościoły: najstarsze dwa w Ośrodku-Miasto pw. Wniebowzięcia Najświętszej Maryi Panny (zwany "dużym kościołem") i pw. Św. Ducha, zlokalizowany na osiedlu Stacja Kolejowa kościół pw. Św. Antoniego Padewskiego oraz pw. Miłosierdzia Bożego na Piaskach. Przy ul. Kościuszki położony jest najstarszy cmentarz w mieście, również na osiedlu Stacja Kolejowa jest cmentarz, a na Górach przy ul. Szewskiej stary cmentarz żydowski. 
W dzielnicy znajduje się też Sala Królestwa zboru Świadków Jehowy.